# Astrantia minor
Espèce
Astrantia minor, la Petite Astrance, encore appelée Petite Radiaire, Petite Astrantie ou Sanicle de montagne, est une espèce de plantes à fleurs du genre Astrantia, de la famille des Apiacées (Ombellifères). C'est un plante herbacée endémique d'Europe.

## Description
La petite astrance est une petite plante vivace herbacée, de 15 à 60 cm de hauteur, qui se développe en touffes.
La tige est grêle, dressée, lisse et simple et se termine parfois par deux à quatre rayons au sommet. Elle présente des feuilles radicales simples, caduques, alternées, avec de longs pétioles, de 4 à 12 cm de longueur, lancéolées en coin, profondément dentées en scie, à dents aristées. Il y en deux types, souvent sur la même plante : le premier avec cinq à neuf petits segments, à limbe palmatiséqué, de 1 à 4,5 cm sur 0,5 cm, vert pâle, dentées dans la moitié ou les deux-tiers supérieurs ; l'autre avec des segments larges, ceux du centre pennatiséqués, ceux des côtés profondément pinnapartites. Les feuilles caulinaires, à la base de l'inflorescence, au nombre de une ou deux, sont plus petites et plus simples. Elles ont de 2,0 à 3,2 cm de longueur et de 2 à 5 mm de largeur, avec un limbe palmatiséqué à trois divisions.
Les inflorescences ont un à trois pédoncules inégaux ; celui du centre, parfois ramifié, est plus long que ceux des côtés, qui portent une ombelle unique. Les ombelles simples, de 10 à 15 mm de diamètre, sont entourées par un involucre de 10 à 20 bractées, fines, pointues et très étroites, membraneuses, entières, de 4 à 10 mm de longueur et de 1 à 3 mm de largeur, verdâtres, teintées de rose au-dessus, blanchâtres en dessous, avec un sommet vert avec trois côtes. Elles sont à peu près aussi longues que les fleurs. La plante porte une inflorescence de trente à quarante petites fleurs blanc-verdâtre à blanc laiteux, de 1 à 2 cm de diamètre, ovales à oblongues et pointues. Les fleurs centrales sont hermaphrodites, les fleurs externes mâles. Les calices sont dentés, subobtus et légèrement poilus, avec des dents de 1 mm, ovales-obtuses, brusquement et brièvement aristées. Ils sont 1,5 à 2 fois plus longs que larges. La corolle est blanchâtre. Les pétales ont la même taille que les sépales et sont blancs ou crème. Les étamines sont exsertes.
Les fruits sont des diakènes ovoïdes, de 5 mm de longueur et de 1,5 à 2 mm de largeur, couverts d'écailles, en forme de vésicules, subaiguës ou à peine obtuses.

## Biologie

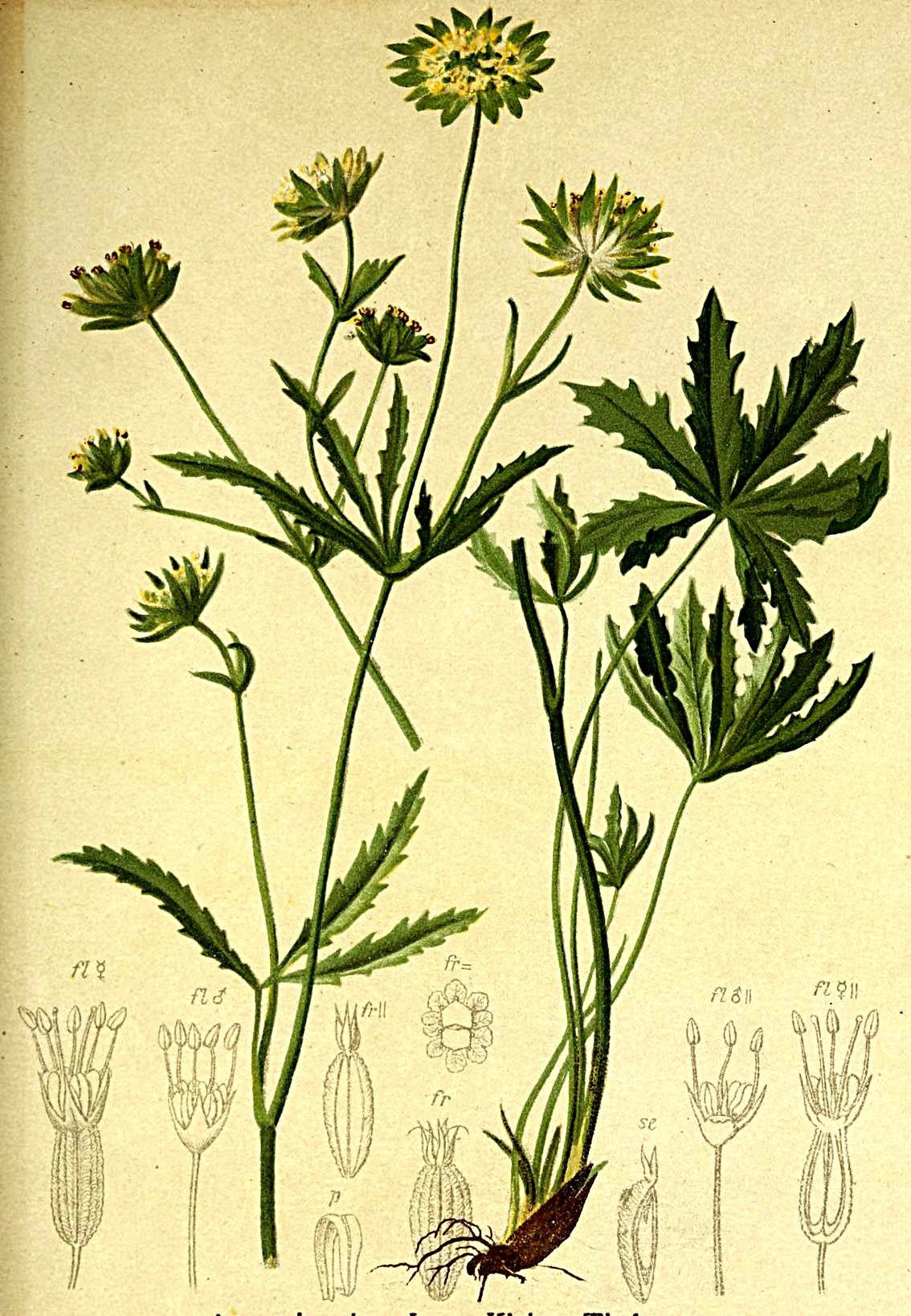
Illustration de lAtlas der Alpenflora, d'Anton Hartinger.

La floraison a lieu en juillet et août, la fructification en août et septembre. La pollinisation est entomogame et la dissémination épizoochore.

## Différences avec la grande astrance
La petite astrance diffère de la grande astrance (Astrantia major) par sa plus petite taille et ses feuilles basales à sept segments, contre cinq pour la grande astrance. Les dents du calice, obtuses et légèrement mucronées, sont aussi une caractéristique de la petite astrance.

## Habitat
Plante de l'orophyte méridional, la petite astrance habite les étages montagnard et subalpin. Elle se rencontre dans la pénombre des sous-bois, mais aussi parfois dans les alpages, les rocailles et les broussailles. Elle pousse sur les sols secs et plus ou moins calcaires, ou sur substrat siliceux, dans les forêts ouvertes, à des altitudes comprises entre 900 et 2 900 mètres. On la trouve dans des bouquets de grandes plantes, à proximité de cours d'eau et dans les clairières des fruticées d'azalées de montagne (Rhododendron ferrugineum), sur les sols alpin et subalpin frais.

## Répartition

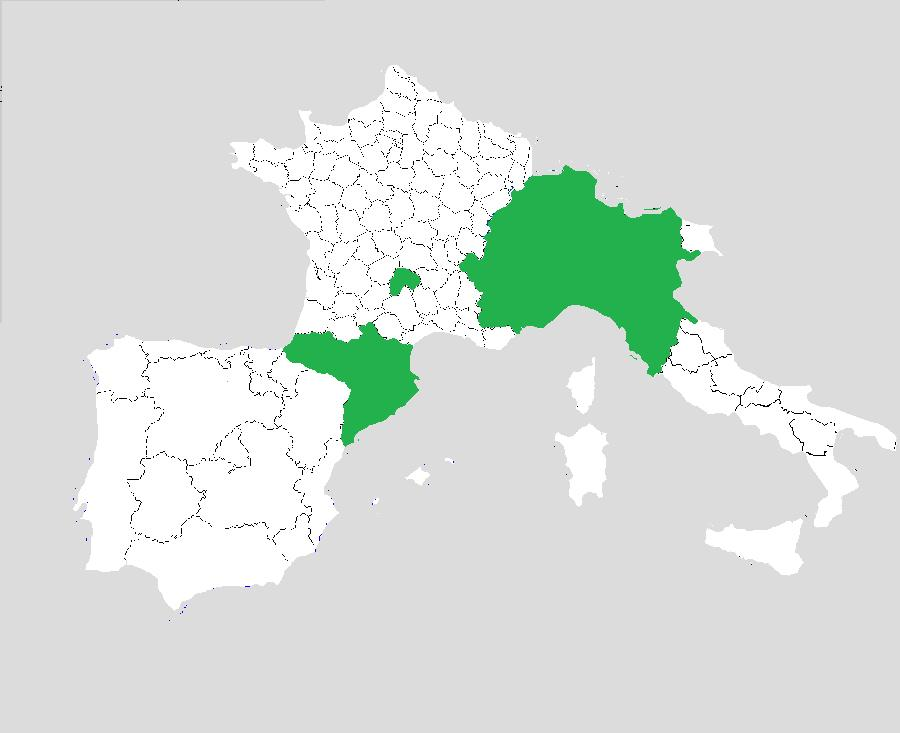
Répartition géographique.

C'est une plante relativement commune, endémique en Europe centrale et méridionale. Elle pousse dans les Pyrénées, au sud-ouest des Alpes, dans le département français du Cantal, où elle est très rare, et dans le nord des Apennins. Dans la péninsule Ibérique, on la trouve dans les Pyrénées, en Catalogne et dans la province de Huesca, jusqu'à l'extrême sud-ouest de la vallée de Bénasque. Elle a été signalée en Saône-et-Loire en 1936.
- Espagne : généralité de la Catalogne.
- France : départements des Alpes-de-Haute-Provence, Hautes-Alpes, Alpes-Maritimes, Ariège, Aude, Cantal, Haute-Garonne, Isère, Pyrénées-Atlantiques, Hautes-Pyrénées, Pyrénées-Orientales, Savoie et Haute-Savoie[4].
- Italie : régions Vallée d'Aoste, Émilie-Romagne, Ligurie, Lombardie, Piémont, Toscane, Trentin-Haut-Adige et Vénétie.
- Suisse.

## Protection
Menacée dans le Massif central, la petite astrance fait l'objet d'un plan de conservation coordonné notamment par Conservatoire Botanique National du Massif Central.

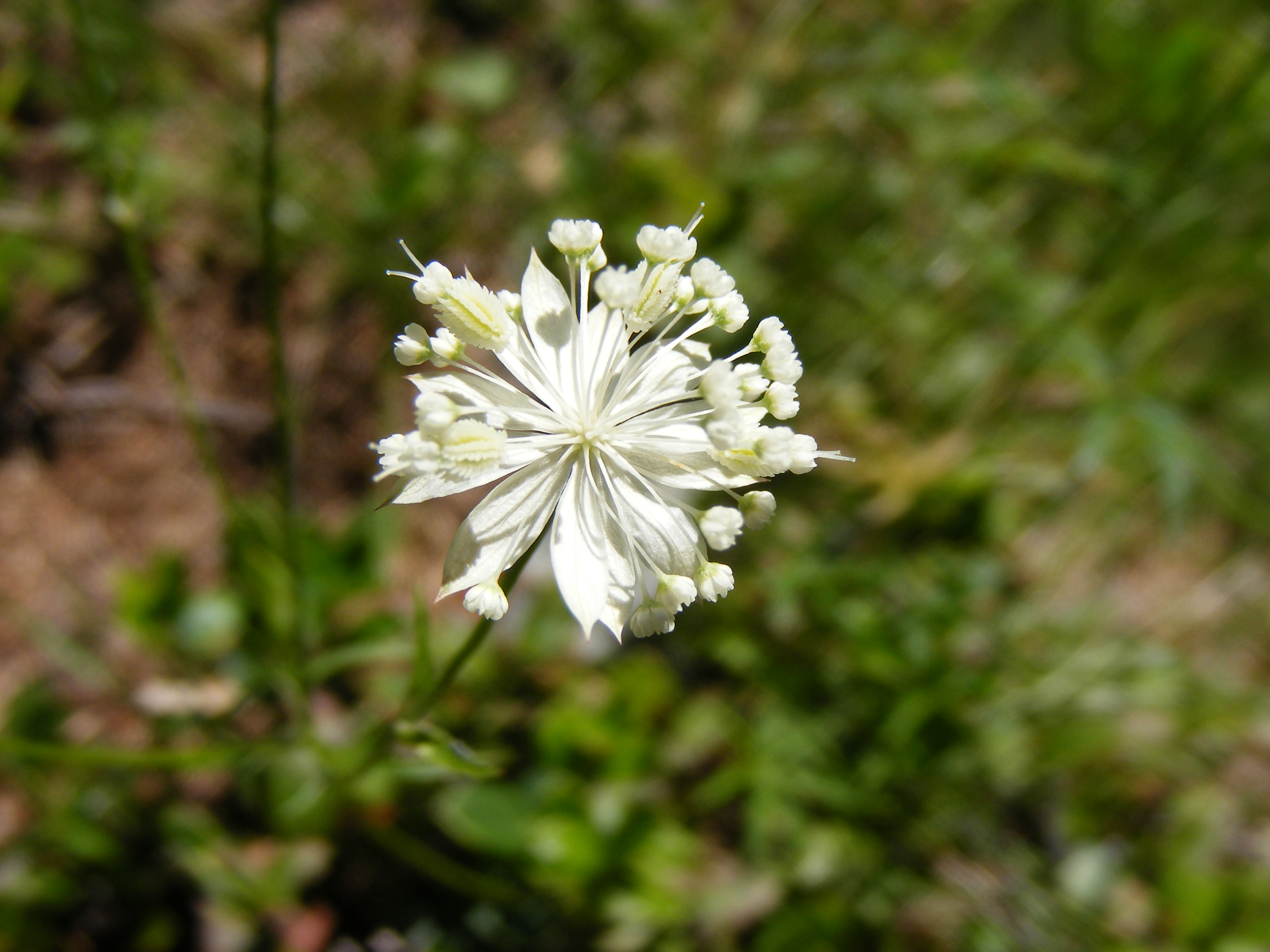
Inflorescence.

## Synonymes
- Astrantia alpina Clairv. [1811, Man. Herbor. : 78]
- Astrantia major subsp. minor (L.) Bonnier & de Layens [1894, Fl. Fr. : 135]
- Astrantia helleborifolia Salisb. [1796, Prodr. : 159] [nom. illeg.]
- Astrantia digitata Moench[10],[11],[12].

Dans la classification APG III, la petite astrance appartient à la section Astrantiella du genre Astrantia.

## Histoire
Astrantia minor est décrite par Carl von Linné en 1753.

## Culture
La petite astrance préfère les endroits ensoleillés à semi-ombragés. Elle peut résister à des températures descendant jusqu'à −23,3 °C.